# Кедугу
Кеду́гу (фр. Kédougou) — місто на південному сході Сенегалу, адміністративний центр однойменних області й департаменту.

## Географія
Місто знаходиться в південній частині області, на правому березі річки Гамбія, на відстані приблизно 597 кілометрів на південний схід від столиці країни Дакару. Абсолютна висота - 98 метрів над рівнем моря.

### Клімат
Місто знаходиться у зоні, котра характеризується кліматом тропічних саван. Найтепліший місяць — квітень із середньою температурою 33.3 °C (92 °F). Найхолодніший місяць — грудень, із середньою температурою 26.1 °С (79 °F).
| Клімат Кедугу           | Клімат Кедугу | Клімат Кедугу | Клімат Кедугу | Клімат Кедугу | Клімат Кедугу | Клімат Кедугу | Клімат Кедугу | Клімат Кедугу | Клімат Кедугу | Клімат Кедугу | Клімат Кедугу | Клімат Кедугу | Клімат Кедугу |
| Показник                | Січ.          | Лют.          | Бер.          | Квіт.         | Трав.         | Черв.         | Лип.          | Серп.         | Вер.          | Жовт.         | Лист.         | Груд.         | Рік           |
| Абсолютний максимум, °C | 40            | 40            | 41            | 42            | 43            | 45            | 38            | 37            | 38            | 38            | 40            | 38            | 45            |
| Середній максимум, °C   | 32            | 35            | 37            | 38            | 37            | 33            | 30            | 30            | 31            | 32            | 33            | 32            | 33            |
| Середня температура, °C | 26            | 29            | 31            | 33            | 32            | 29            | 27            | 27            | 27            | 28            | 27            | 26            | 28            |
| Середній мінімум, °C    | 20            | 23            | 26            | 28            | 27            | 25            | 23            | 23            | 23            | 23            | 21            | 19            | 23            |
| Абсолютний мінімум, °C  | 12            | 12            | 17            | 17            | 19            | 20            | 18            | 20            | 20            | 17            | 13            | 11            | 11            |
| Днів з опадами          | 0             | 1             | 0             | 0             | 2             | 5             | 9             | 9             | 7             | 2             | 1             | 0             | 36            |
| ----------------------- | ------------- | ------------- | ------------- | ------------- | ------------- | ------------- | ------------- | ------------- | ------------- | ------------- | ------------- | ------------- | ------------- |
| Джерело: Weatherbase    |               |               |               |               |               |               |               |               |               |               |               |               |               |

## Населення
За даними перепису 2002 року чисельність населення Кедугу становила 16 672 осіб .
Динаміка чисельності населення міста за роками:
| 1976 | 1988   | 2002   | 2010   |
| ---- | ------ | ------ | ------ |
| 7723 | 11 216 | 16 672 | 20 200 |

## Економіка
Основу економіки міста складають сільськогосподарське виробництво, торгівля та видобуток золота.

## Транспорт
В околицях міста розташований однойменний аеропорт.

## Міста-побратими
- Брюе-ла-Бюїсьєр